# Ormanj
Ormanj je planina u Bosni. 

## Položaj
Nalazi se između Tarčina i Hadžića. S južne i istočne strane prolazi željeznička pruga od Tarčina ka Sarajevu. Na sjeverozapadu protječe rijeka Lepenica, a na istoku i jugu rijeka Zujevina. Sa sjevera ga ograničava rječica. Ormanj se pruža smjeru sjeverozapad - jugoistok. Volujak je sjeverozapadno.